# The Resistance
The Resistance é o quinto álbum de estúdio da banda inglesa de rock alternativo Muse, lançado na Europa em 14 de setembro de 2009. Após o lançamento, The Resistance ficou no topo das paradas e das vendas em pelo menos 16 países, inclusive na América do Norte. O álbum conseguiu superar seu predecessor, Black Holes and Revelations, em vendas na primeira semana no Reino Unido com mais de 148 mil cópias vendidas. O álbum também foi muito bem recebido nos Estados Unidos estreando na posição #3 na Billboard 200, vendendo 128 mil cópias na primeira semana de vendas naquele país. Os críticos receberam muito bem o CD, com destaque a sua ambição e inovação, com influências clássicas como na canção dividia em três partes intitulada "Exogenesis: Symphony". The Resistance foi produzido e mixado pela banda e pelo produtor Mark Stent. Muse promoveu o álbum com uma série de apresentações pelo mundo na intitulada The Resistance Tour. Em 2011, este disco também deu a banda seu primeiro Grammy, vencendo na categoria Melhor Álbum de Rock.

## Produção e gravação
Seguindo o sucesso de Black Holes & Revelations e de uma bem sucedida turne mundial, a revista inglês NME publicou uma matéria especulando sobre o quinto álbum da banda, que eles estariam planejando um álbum ao estilo mais eletrônico e estavam carregados de ideias. Logo a banda confirmou que seu próximo álbum não seria "convencional" e que podia ser até uma série de singles que seriam liberados em série. Em 22 de maio de 2008, a NME divulgou que o Muse já estava escrevendo novas músicas para o novo álbum e o líder, guitarrista e pianista Matthew Bellamy disse em entrevista: "é impossivel dizer o que isso tudo vai dar [...] pode ser apenas um álbum normal, mas também pode ser só uma série de singles ou pode ser uma sinfonia de 50 minutos! Você sabe o que isso significa? Quem sabe?"
Logo após a divulgação da notica que o Muse estava gravando um novo disco e que este CD seria 'diferente' começaram boatos a respeito de como as músicas sairiam. A banda então começou a gravar o novo álbum no começo de 2009 e que seria lançado perto do fim do mesmo ano. Pouco depois a Warner Bros. Records anunciou que o álbum seria lançado em setembro. Uma das curiosidades anunciadas por Bellamy foi uma canção de 15 minutos que seria dividida em três partes e que ela soaria mais como música clássica. A banda também anunciou uma turne de divulgação durante o outono europeu.
Em 22 de maio foi divulgado no twitter da banda o nome do álbum, que seria chamado The Resistance, e a primeira faixa revelada foi a música "United States of Eurasia". Em 16 de junho de 2009 foi confirmado no site oficial da banda a data exata do lançamento do álbum, 14 de setembro de 2009. A banda então seguiu para Nova York a fim de terminar o álbum que já esta nos estágios finais de pós-produção. Em 14 de julho o Muse confirmou, via twitter, que a canção "Uprising" seria o primeiro single do CD.
Em 17 de agosto de 2009, o iTunes liberou um preview de 30 segundos de cada canção em seu site. Em 7 de setembro de 2009, "Undisclosed Desires" é liberada no site oficial da banda. Então a partir de 10 de setembro, o álbum inteiro foi disponibilizado no site do The Guardian.
Em 9 de setembro de 2009 foi anunciado que The Resistance seria liberado no iTunes como um dos primeiros LPs do iTunes. Além do álbum completo também tem extras como o trabalho de arte da capa e videos de bastidores. Também foi anunciado em setembro que a banda faria uma participação na trilha sonora do filme Lua Nova, o segundo filme da saga Crepúsculo com um remix da canção "I Belong to You". A banda também havia participado da trilha sonora do filme anterior com a canção "Supermassive Black Hole". A versão remix para o filme New Moon possui uma guitarra adicional que não está presente na versão original e omite a parte 'Mon cœur s'ouvre à ta voix'.
Uma versão instrumental do álbum também foi profissionalmente feita e liberada na internet.
Em janeiro de 2010, foi confirmado que a canção "Resistance" seria lançado como terceiro single deste álbum.

## Recepção
| Críticas profissionais | Críticas profissionais |
| Pontuações agregadas   | Pontuações agregadas   |
| Fonte                  | Avaliação              |
| ---------------------- | ---------------------- |
| Metacritic             | (72/100)               |
| Avaliações da crítica  |                        |
| Fonte                  | Avaliação              |
| Allmusic               | [ 19 ]                 |
| Entertainment Weekly   | B                      |
| The Guardian           | [ 21 ]                 |
| NME                    | 6/10                   |
| Pitchfork Media        | 5.9/10                 |
| Q                      | [ 24 ]                 |
| Rolling Stone          | [ 25 ]                 |
| The Times              | [ 26 ]                 |
| Kerrang!               | [ 27 ]                 |
| Rock Sound             | (9/10)                 |

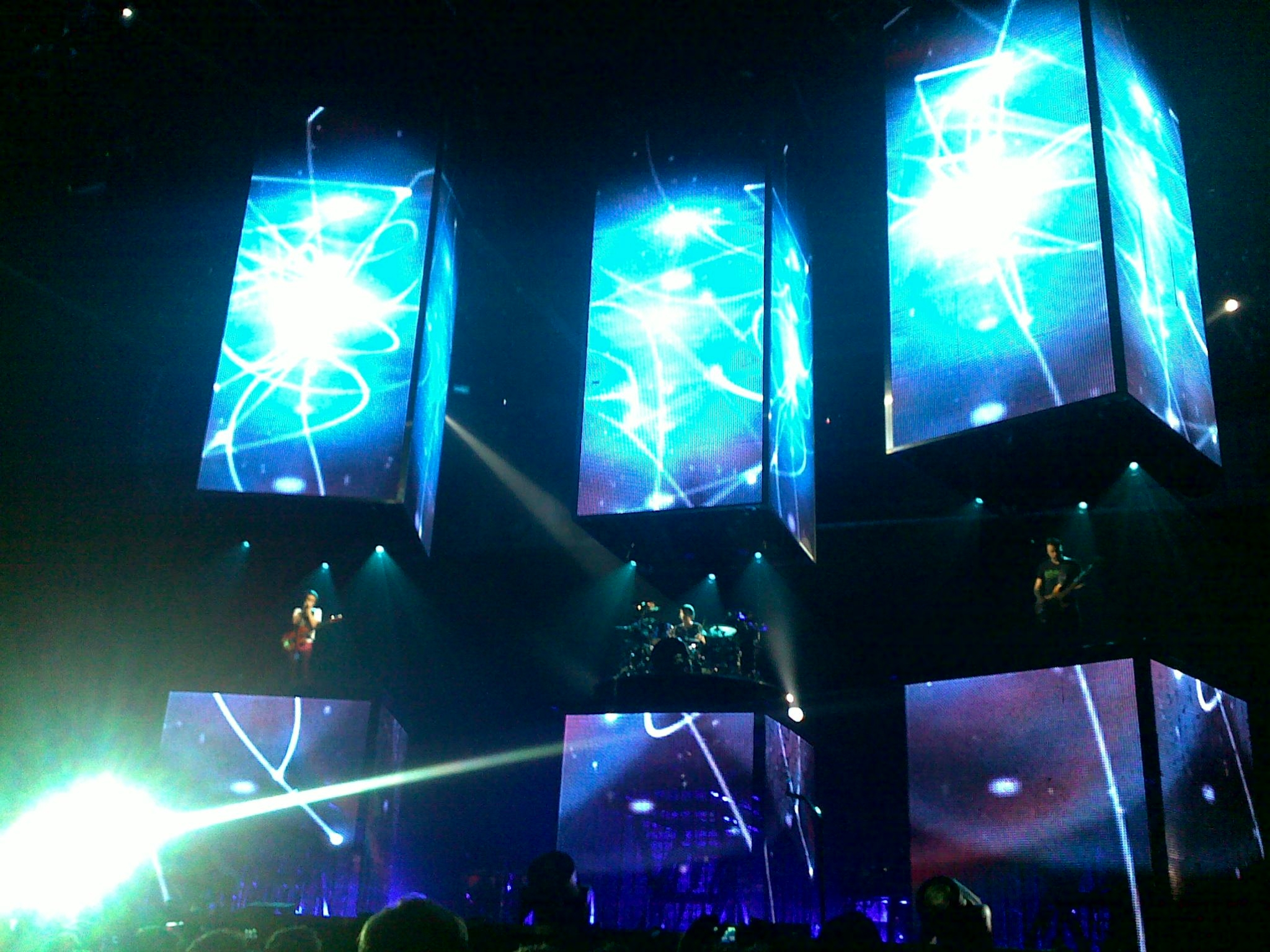
Muse se apresentando em Roterdã durante a The Resistance Tour, em 2009.

Após escutar o álbum durante uma entrevista com a banda, o apresentador Zane Lowe da BBC Radio 1 atualizou seu Twitter descrevendo o álbum como "maravilhosamente gravado, forte, arrasador, guerreiro, levantador, chocante e é basicamente sobre amor." Em 6 de julho de 2009, Zane Lowe falou sobre The Resistance na BBC Radio 1. Lowe mencionou como esse era o álbum mais focado que o Muse ja fez e ele achou que "Exogenesis: Symphony", que ele disse se encaixar perfeitamente no álbum, é a coisa mais ambiciosa que a banda ja criou. Dan Cairns do The Sunday Times disse que "Muse fez um álbum genial, brilhante e bonito". Play.com descreveu The Resistance como "uma arrasadora coleção de músicas onde o classico e o rock colidem mas não se arrebentam" e foi além dizendo que o álbum é "uma matéria-prima genuina".
Perto do lançamento de The Resistance, as críticas foram bastante positivas. O foco dos críticos cairam sobre a parte final do álbum chamada "Exogenesis" onde 40 músicos foram usados na gravação. O site The Fly deu ao álbum duas estrelas, e a "Exogenesis" 5/5 mas deu 3.5/5 para o restante dizendo que "'Exogenesis...' é uma estrela brilhante no céu incostante criando em 'The Resistance'" As revistas Q, Uncut, Mojo e Hotpress deram 4 estrelas para o álbum em uma escala que vai até 5.
Em 15 de setembro de 2009, o álbum foi oficialmente lançado nos Estados Unidos e alcançou o primeiro lugar no iTunes se tornando o primeiro álbum do Muse a chegar em primeiro lugar nas paradas da iTunes na america.
O álbum recebeu nota 6 em uma escala até 10 pela NME. Apesar de acharem o álbum de genial em algumas partes, eles criticaram o CD falando que ele era "previsivel" e algo do tipo "conceitualmente impressionante mas musicalmente familiar". A PopMatters deu um parecer pior ao álbum, dando 4/10 dizendo que The Resistance não teve a mesma criatividade dos seus antecessores."
Muitos também criticaram o álbum pela falta de originalidade. A revista Rolling Stone enalteceu "Uprising" dizendo que a música era "saborosa" e provava que Muse ainda podia "bramir um poderoso rugido" mas disse que o álbum era muito cliché e até enfadonho, bem ao estilo Radiohead e Queen.
Já o guitarrista do Queen, Brian May, gostou da influência de sua banda sobre o som que o Muse incorporou ao seu álbum. "Eu adorei, eu acho que está ótimo," May disse em uma entrevista a BBC. "Eu acho eles muito bons e muito talentosos, e como nós eles são sempre mal interpretados em boa parte do tempo," ressaltou May. Ele também descreveu a faixa "United States of Eurasia" como "brilhante".

## Faixas
Todas as faixas escritas e compostas por Muse. 
| CD             |                                                    |         |  |
| N.º            | Título                                             | Duração |  |
| 1.             | "Uprising"                                         | 5:02    |  |
| 2.             | "Resistance"                                       | 5:46    |  |
| 3.             | "Undisclosed Desires"                              | 3:56    |  |
| 4.             | "United States of Eurasia (+Collateral Damage)"    | 5:47    |  |
| 5.             | "Guiding Light"                                    | 4:13    |  |
| 6.             | "Unnatural Selection"                              | 6:54    |  |
| 7.             | "MK Ultra"                                         | 4:06    |  |
| 8.             | "I Belong to You (+Mon Cœur S'ouvre à ta Voix)"    | 5:38    |  |
| 9.             | "Exogenesis: Symphony Part I (Overture)"           | 4:18    |  |
| 10.            | "Exogenesis: Symphony Part II (Cross Pollination)" | 3:56    |  |
| 11.            | "Exogenesis: Symphony Part III (Redemption)"       | 4:37    |  |
| Duração total: | Duração total:                                     | 54:18   |  |

| DVD bonus |                               |         |  |
| N.º       | Título                        | Duração |  |
| 1.        | "Making of de The Resistance" | 43:53   |  |

## Equipe e colaboradores
| Muse - Matthew Bellamy – vocal, guitarra, piano, sintetizador, produção - Christopher Wolstenholme – baixo, backing vocal, produção - Dominic Howard – bateria, produção | Músicos extras - Edoardo de Angelis – violino - Enrico Gabrielli – Clarinete baixo em "I Belong to You" - Tom Kirk – sonoplastia e vocal extra em "Uprising" | Pessoal de Produção - Adrian Bushby – engenheiro de som, sonoplastia e vocal extra em "Uprising" - Mark "Spike" Stent – Mixagem de som - Ted Jensen – mixagem de som | Pessoal adicional - Tommaso Colliva –engenheiro de som, técnico - Paul Reeve – sonoplastia, vocal extra em "Uprising" - Matthew Green – mixagem de som - Des Broadbery – ténico e suporte de logistica and logistical support - La Boca – trabalho artístico - Danny Clinch – fotografia |

## Paradas musicais
| Paradas (2009)             | Melhor posição | Certificação |
| -------------------------- | -------------- | ------------ |
| Japão Albums Chart         | 2              |              |
| Austrália Albums Chart     | 1              | Platina      |
| Áustria Albums Chart       | 1              | Platina      |
| Bélgica Albums Chart (Fla) | 1              | 2× Platina   |
| Bélgica Albums Chart (Wal) | 1              | 2× Platina   |
| Canadá Albums Chart        | 1              | Platina      |
| Finlândia Albums Chart     | 4              | Platina      |
| França Albums Chart        | 1              | Diamante     |
| Alemanha Album Charts      | 1              | Ouro         |
| Irlanda Albums Chart       | 1              |              |
| Itália Albums Chart        | 1              | 2× Platina   |
| México Albums Chart        | 2              |              |
| Países Baixos Albums Chart | 1              | Ouro         |
| Nova Zelândia Álbum Charts | 1              | Platina      |
| Noruega Albums Chart       | 1              | Platina      |
| Portugal Albums Chart      | 2              |              |
| Espanha Albums Chart       | 2              |              |
| Suécia Albums Chart        | 8              |              |
| Suíça Álbum Charts         | 1              | Platina      |
| UK Albums Chart            | 1              | 2× Platina   |
| Billboard 200              | 3              | Platina      |

### Singles
| Ano  | Título                | Melhor Posição nas paradas | Melhor Posição nas paradas | Melhor Posição nas paradas | Melhor Posição nas paradas | Melhor Posição nas paradas | Melhor Posição nas paradas | Melhor Posição nas paradas |
| Ano  | Título                | UK                         | AUS                        | IRL                        | NZ                         | EUA Alt.                   | EUA Rock                   | Billboard Hot 100          |
| ---- | --------------------- | -------------------------- | -------------------------- | -------------------------- | -------------------------- | -------------------------- | -------------------------- | -------------------------- |
| 2009 | "Uprising"            | 9                          | 23                         | 11                         | 12                         | 1                          | 2                          | 37                         |
| 2009 | "Undisclosed Desires" | 49                         | 11                         | —                          | 12                         | 4                          | 13                         | —                          |
| 2010 | "Resistance"          | 38                         | 72                         | —                          | —                          | 1                          | 7                          | 114                        |

## Lançamento
| Região                                                    | Data                   | Gravadora    | Formato         | Ref.   |
| --------------------------------------------------------- | ---------------------- | ------------ | --------------- | ------ |
| Austrália · Benelux · Alemanha · Itália · Suíça · Irlanda | 11 de setembro de 2009 | Warner       | CD              | [ 58 ] |
| Austrália · Benelux · Alemanha · Itália · Suíça · Irlanda | 11 de setembro de 2009 | Warner       | CD+DVD          | [ 59 ] |
| Austrália · Benelux · Alemanha · Itália · Suíça · Irlanda | 11 de setembro de 2009 | Warner       | CD+DVD+2 LP+USB | [ 60 ] |
| União Europeia · Nova Zelândia                            | 14 de setembro de 2009 | Helium 3     | CD              | [ 61 ] |
| União Europeia · Nova Zelândia                            | 14 de setembro de 2009 | Helium 3     | CD+DVD          | [ 62 ] |
| União Europeia · Nova Zelândia                            | 14 de setembro de 2009 | Helium 3     | CD+DVD+2LP+USB  | [ 63 ] |
| Estados Unidos · Canadá                                   | 15 de setembro de 2009 | Warner Bros. | CD              | [ 64 ] |
| Estados Unidos · Canadá                                   | 15 de setembro de 2009 | Warner Bros. | CD+DVD          | [ 65 ] |
| Estados Unidos · Canadá                                   | 15 de setembro de 2009 | Warner Bros. | CD+DVD+2LP+USB  | [ 63 ] |
| Japão                                                     | 16 de setembro de 2009 | Warner       | CD              | [ 66 ] |
| Brasil                                                    | 21 de setembro de 2009 | Warner       | CD              | [ 67 ] |